# Волкобой Тамара Миколаївна
Тамара Миколаївна Волкобой — українська архітекторка.
Автор типового проекта дитячого садка та ясель на 60 дітей (1936), за яким в Україні була збудована 561 споруда.
Співавтор (разом з А. Л. Сорокіним) реконструкції лікарні водників (1938—1939).

## Життєпис
Народилася приблизно у 1909 році.
З 17 років (приблизно у 1926—1931 роках) навчалася на архітектурному факультеті Київського будівельного інституту (керівник — проф. П. Ф. Альошин).
У 1930 перебувала на практиці у Ленінграді.
З 1931 працювала у Київському відділі Держпроекттрансу.
Брала участь у проектуванні ТЕЦ—3 у Києві (1931—1936, арх. П. Ф. Костирко).
З 1933 працювала у Цивільбудпроекті.
З 1935 в архітектурно-проектній майстерні Наркомздоров'я УРСР.
У 1939 році працювала над клінічним комплексом Дніпропетровського медінституту на 600 ліжок.

## Праці
- Вінниця, вул. Василя Стуса, 2. Гуртожиток медінституту, середина 1930-х.
- Полтава, будівля дитячих ясел, вул. Монастирська, 7а, 1937[7]